# Ficus macrophylla
Il ficus magnolioide (Ficus macrophylla Pers.) è un grande albero sempreverde della famiglia delle Moraceae.

## Descrizione
Ficus macrophylla nel suo habitat naturale si presenta come un albero di notevoli dimensioni che può crescere sino a 60 m di altezza.

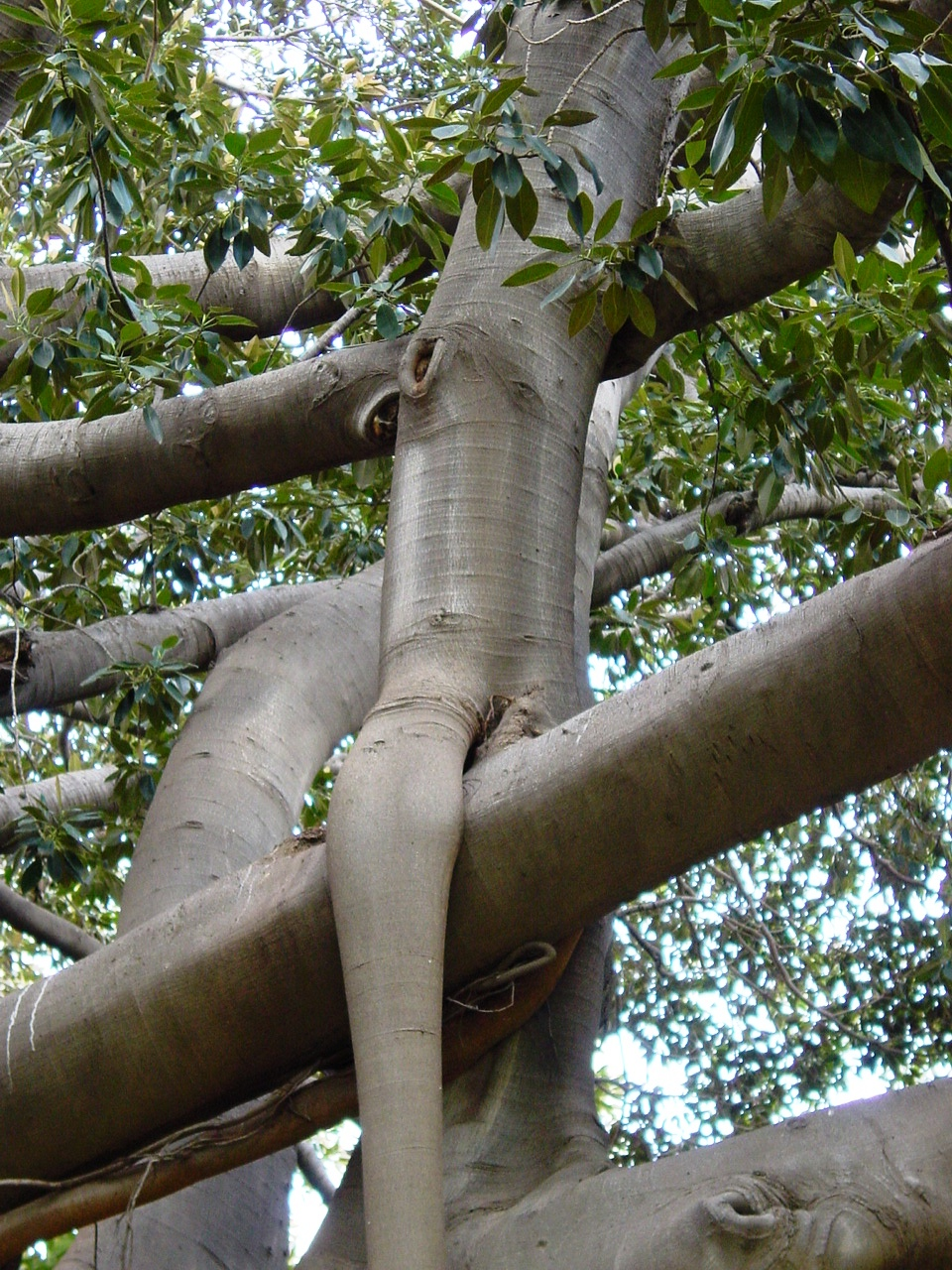
Intersezione di rami e radici aeree nel Ficus dell'orto botanico di Palermo

È una pianta tipica delle foreste pluviali e, in questo ambiente, si accresce spesso in forma di rampicante epifita. Infatti, quando germina sul ramo di un albero, propaga le sue radici attorno al tronco dell'ospite, soffocandolo ed eventualmente uccidendolo per soppiantarlo e prenderne il posto, da cui il nome comune di "albero strangolatore".
Il caratteristico aspetto esotico del F.macrophylla è dovuto allo sviluppo dai suoi rami di radici aeree colonnari che, raggiungendo il terreno, si tramutano in tronchi supplementari; dei pilastri che favoriscono il sostegno del grande peso acquisito dalla sommità dell'albero. Queste radici sono comunque delle superfici di assorbimento e l'albero risulta quindi abbastanza suscettibile alla compattezza del terreno attorno al tronco, come avviene quando viene recintato al di fuori dei parchi e dei giardini. Essendo una pianta affamata d'acqua, come molte altre specie australiane, non dovrebbe essere piantata in ambienti urbani, perché le sue radici possono distruggere le tubazioni idriche, né in aree con scarsità di risorse idriche.

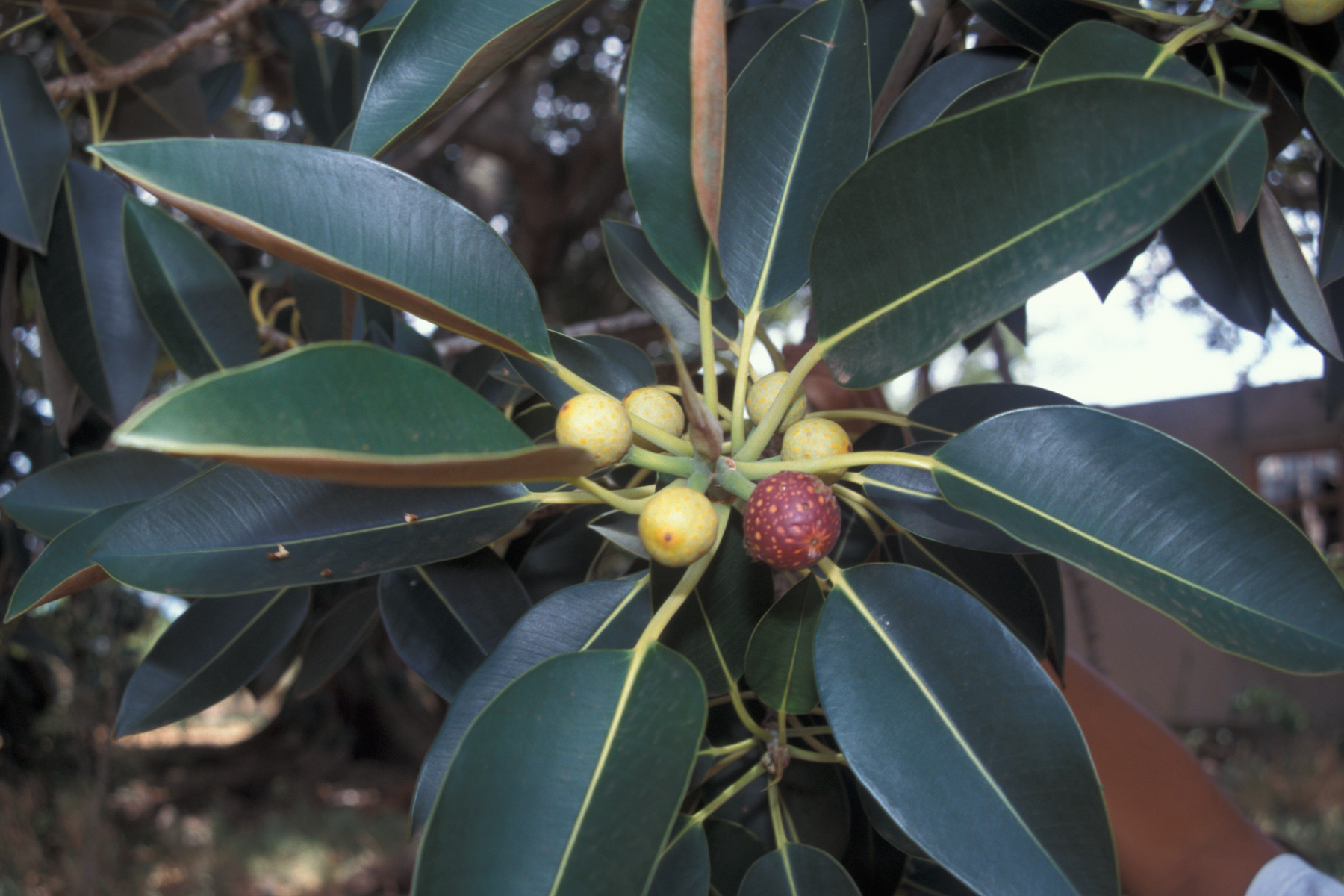
Foglie e frutti

Le foglie, simili a quelle della magnolia,  sono larghe, ovali-ellittiche, coriacee e di colore verde scuro, lucide nella faccia superiore, argentee in quella inferiore,  lunghe da 10 a 25 cm. 
Il frutto è un siconio edule, simile a quello del ficus comune (Ficus carica), di forma ovoidale e lungo circa 2 cm, di colore verde che con la maturazione diventa violaceo con chiazze giallo-verdi. Viene prodotto solo da alberi maturi cresciuti all'aperto; usualmente si impiantano a coppie, per questioni di impollinazione incrociata.

## Distribuzione e habitat

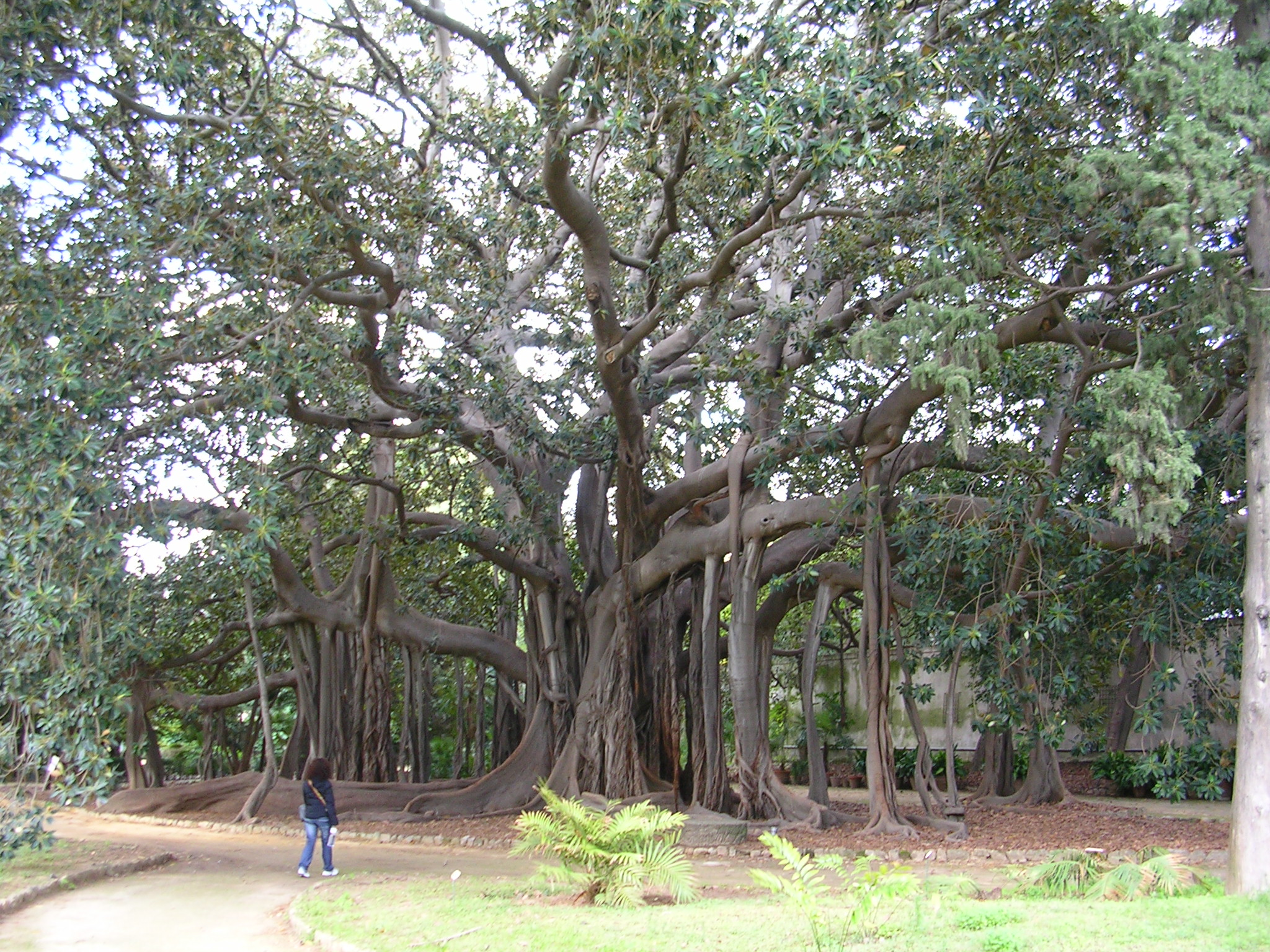
Il grande Ficus macrophylla, simbolo dell'orto botanico di Palermo.

La specie è nativa degli stati australiani del Queensland e del Nuovo Galles del Sud. Il nome comune inglese di Moreton Bay Fig deriva dalla omonima baia australiana. In questa area dell'Australia orientale le temperature medie oscillano tra 20–30 °C in gennaio e 10–20 °C in luglio.
È coltivato e naturalizzato in Nuova Zelanda, Hawaii, California e Florida. Gli esemplari di queste ultime aree non raggiungono comunque le stesse dimensioni di quelli degli habitat originari.
In Italia è stato introdotto in Sicilia nell'Ottocento ed ora è presente con esemplari avolte di dimensioni monumentali in diversi viali e parchi cittadini, oltre che negli orti botanici.

## Propagazione

### Impollinazione
Il frutto (siconio o fico) e il sistema di riproduzione hanno caratteristiche comuni a quelli delle altre specie del genere Ficus. In analogia alle altre specie di Ficus la specie ha un insetto impollinatore specie-specifico, cioè che ha uno stretto rapporto di simbiosi vitale con la pianta. In assenza dell'insetto i fichi non sono fecondati, e quindi cadono immaturi. 
L'estensione di presenza dai luoghi originari a luoghi contigui sia della specie che dell'insetto ha permesso la estensione completa della presenza della specie botanica. In assenza dell'insetto la specie vive, ma non fruttifica e quindi non si riproduce per semi.
L'imenottero pronubo di F. macrophylla è l'agaonide Pleistodontes froggatti.

### Disseminazione
Tra gli uccelli che sono stati segnalati come disseminatori dei semi di questa specie di Ficus ci sono il passero comune (Passer domesticus), la maina comune (Acridotheres tristis), la tortora zebrata (Geopelia striata), la  Streptopelia chinensis e lo Zosterops japonicus. Altri animali come pipistrelli, maiali, roditori, pappagalli, e scimmie vanno inclusi tra i potenziali disseminatori.
La germinazione dei minuscoli semi del F.macrophylla può richiedere sino a 3-4 mesi, in ambienti preferibilmente umidi e con temperature di 20 °C o maggiori

## Tassonomia
Si conoscono due sottospecie:
- Ficus macrophylla subsp. macrophylla
- Ficus macrophylla subsp. columnaris C. Moore & F. Muell.

## Utilizzo

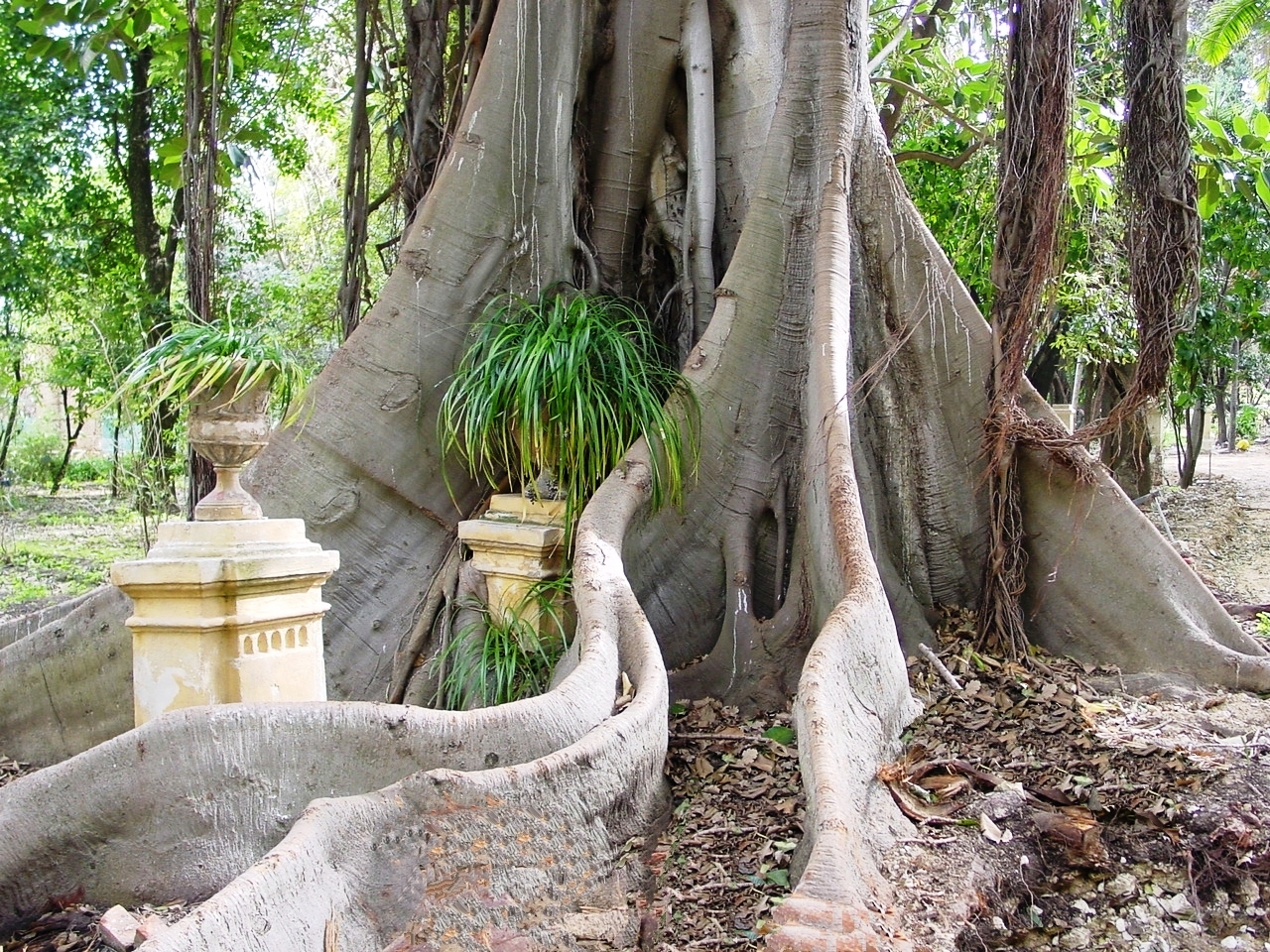
Ficus macrophylla
dell'Orto botanico di Palermo

Nell'orto botanico di Palermo, nei primi anni del secolo scorso, Antonino Borzì analizzò il lattice del F. macrophylla subsp. columnaris come possibile fonte di caucciù. Ma nonostante gli esemplari di questa specie producessero abbondanti quantità di lattice, gli studi chimici effettuati rilevarono la presenza di una scarsissima quantità di gomma elastica.
Attualmente, l'unico impiego in Italia è come albero ornamentale, in quanto le dimensioni, la conformazione della chioma e del fusto rendono suggestiva la sua presenza nel verde urbano. In diverse città dell'Italia insulare sono presenti esemplari maestosi, di età superiore ai 100 anni, elementi caratteristici di parchi urbani o piazze.

## Alberi monumentali
Ve ne sono numerosi in Sicilia: a Palermo, nella Villa Garibaldi, vi è un esemplare piantato nel 1864 e ritenuto dall'Accademia dei Georgofili, con i suoi 10.000 metri cubi di chioma fogliare, il più grande albero d'Europa; a Siracusa si può ammirare un esemplare imponente nella zona archeologica; a Catania ve ne è un esemplare nella Villa Bellini in prossimità dell'ingresso di Piazza Roma.

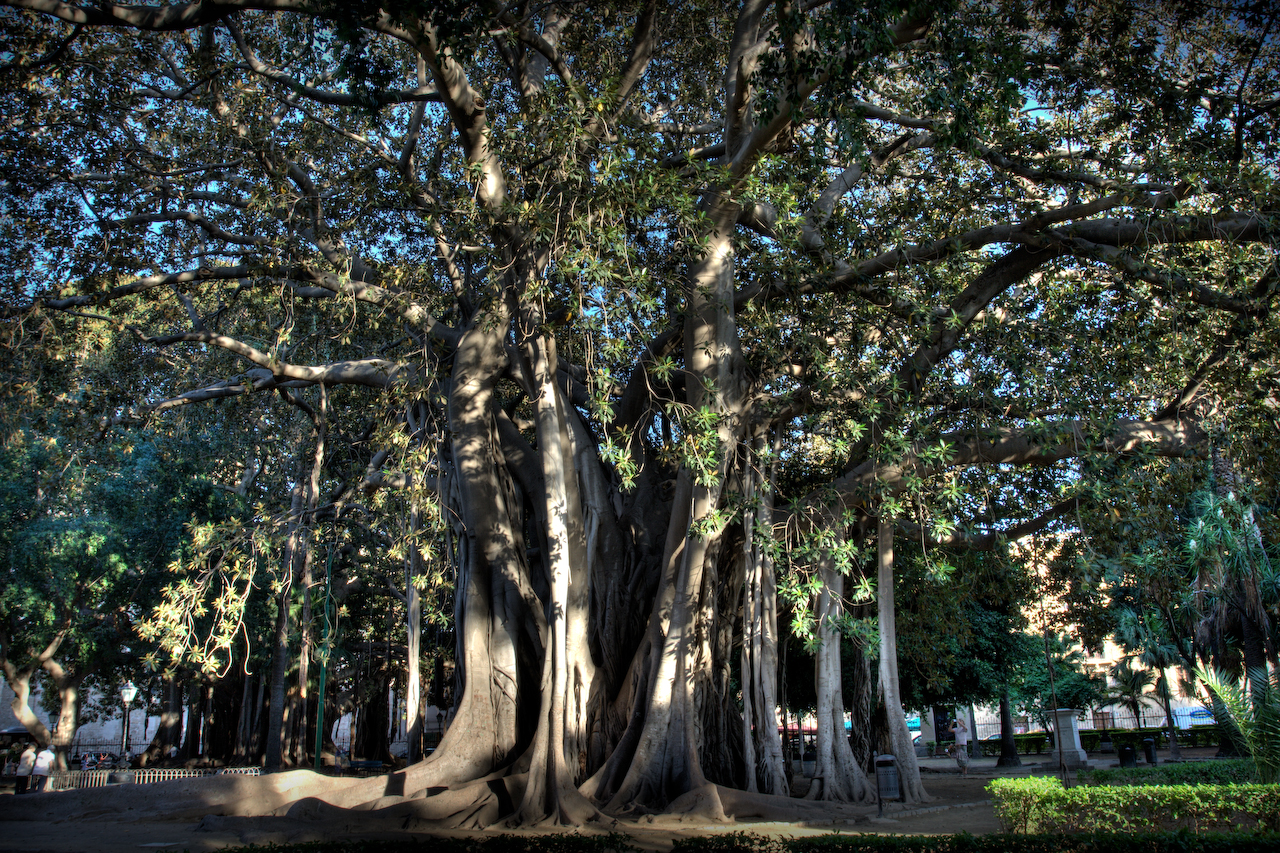
Ficus macrophylla subsp. columnaris - Villa Garibaldi, Palermo

In Liguria due notevoli esemplari, uno dei quali messo a dimora nel 1880, si trovano nel parco del museo Bicknell di Bordighera, sede dell'Istituto internazionale di studi liguri. 

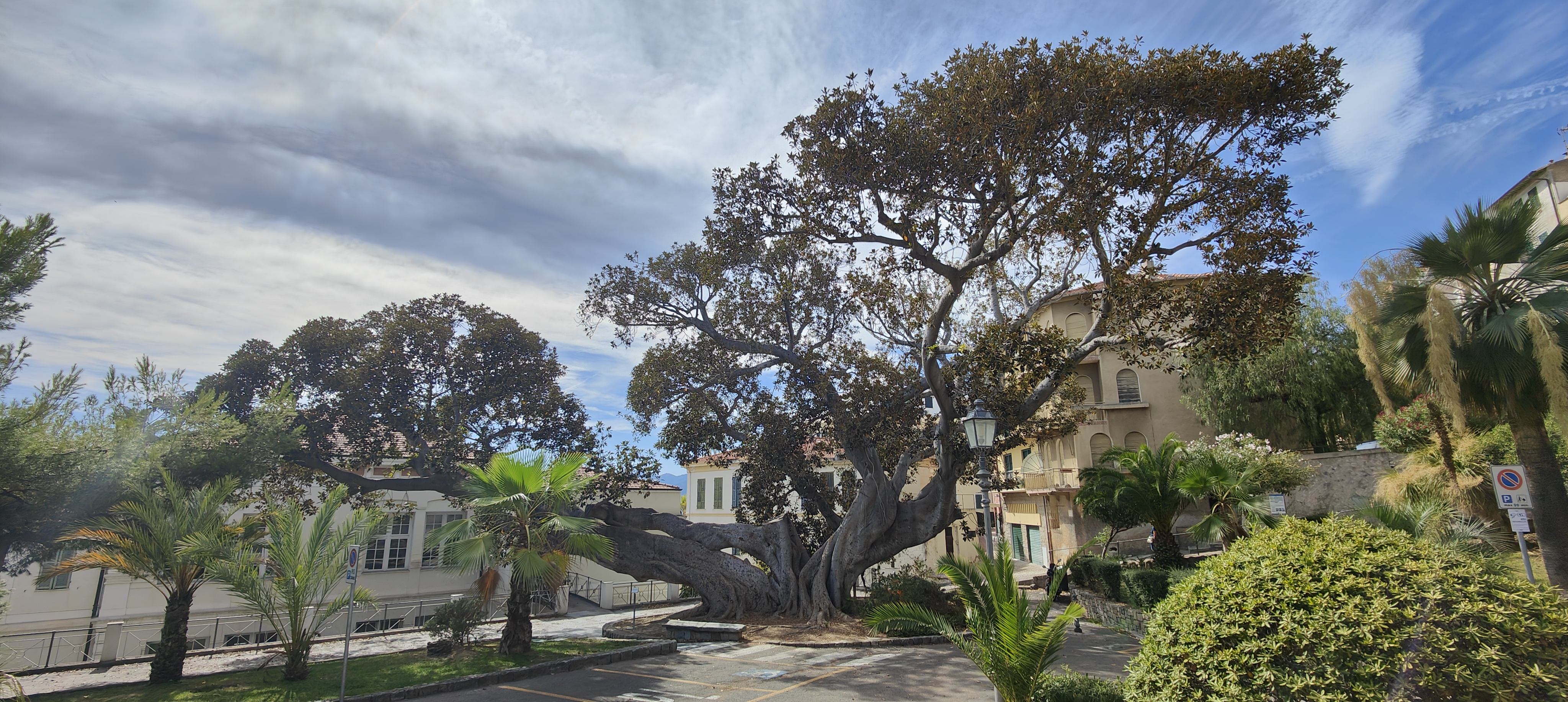
Ficus macrophylla plurisecolare dietro il Comune di Bordighera

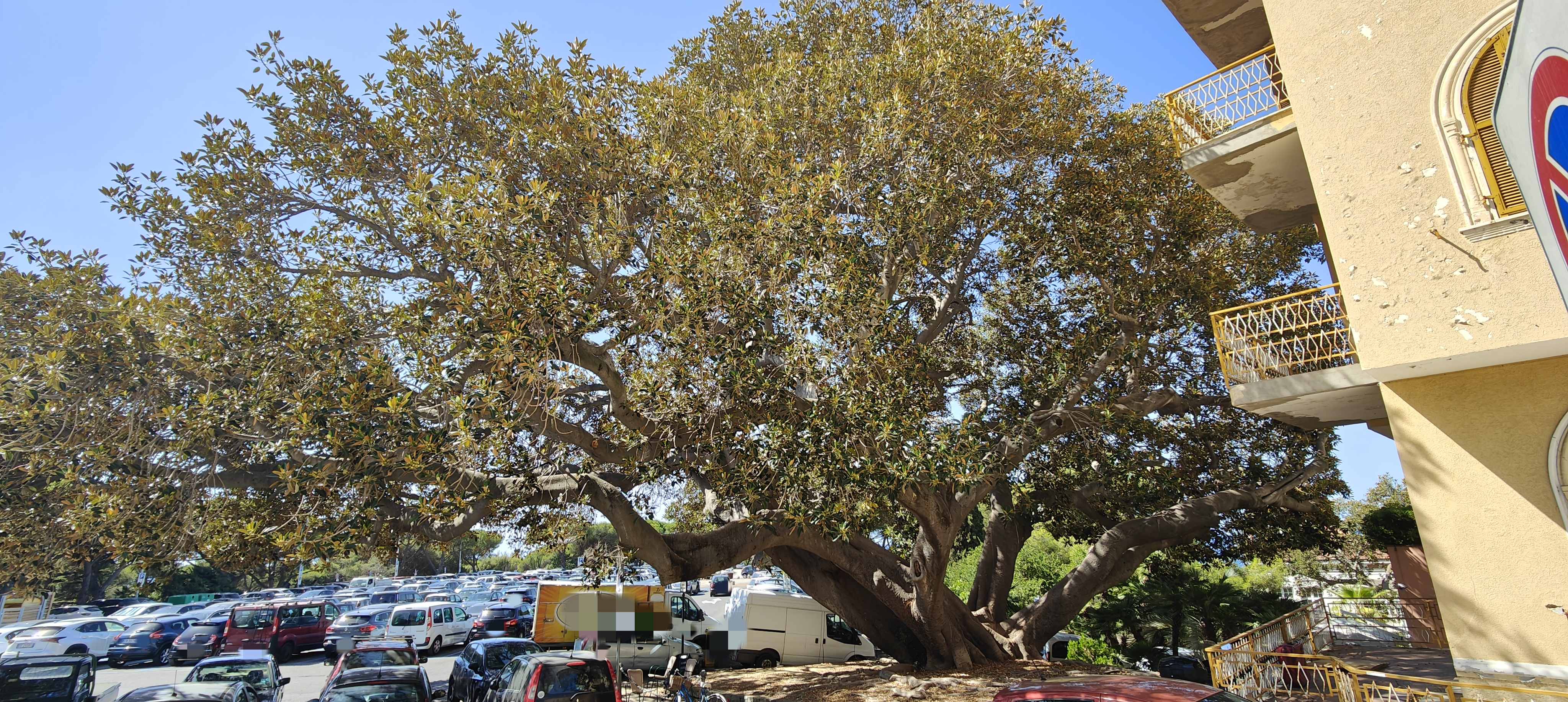
Bordighera Alta, l'altra seconda pianta in via Al Capo, distante 55 mt. dalla precedente

La maggiore concentrazione si trova nei parchi delle ville storiche e pubblici di Sanremo, con alcuni esemplari messi a dimora negli anni Ottanta e Novanta del XIX secolo.

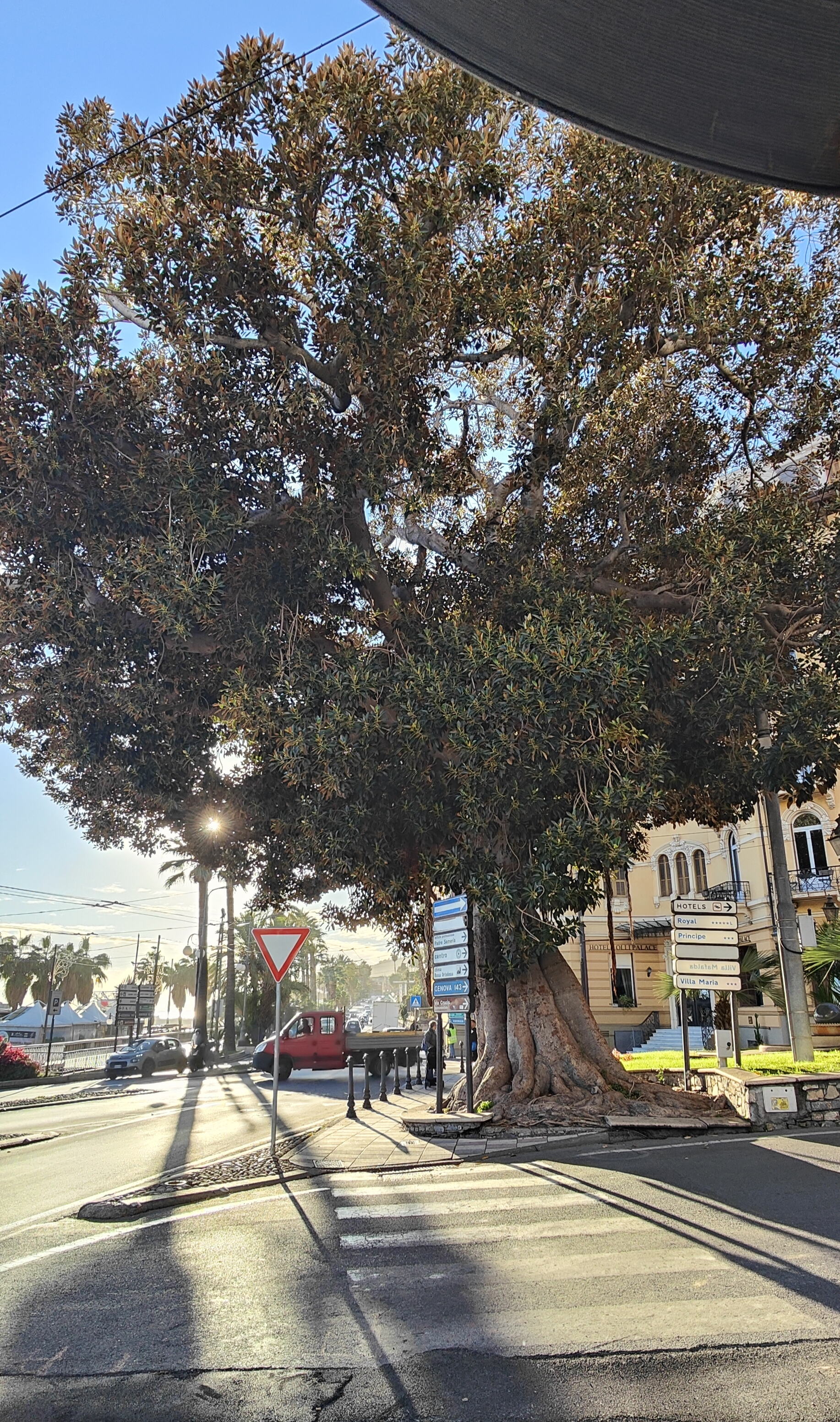
Pianta plurisecolare a Sanremo in via Nuvoloni nei pressi della chiesa Ortodossa russa.

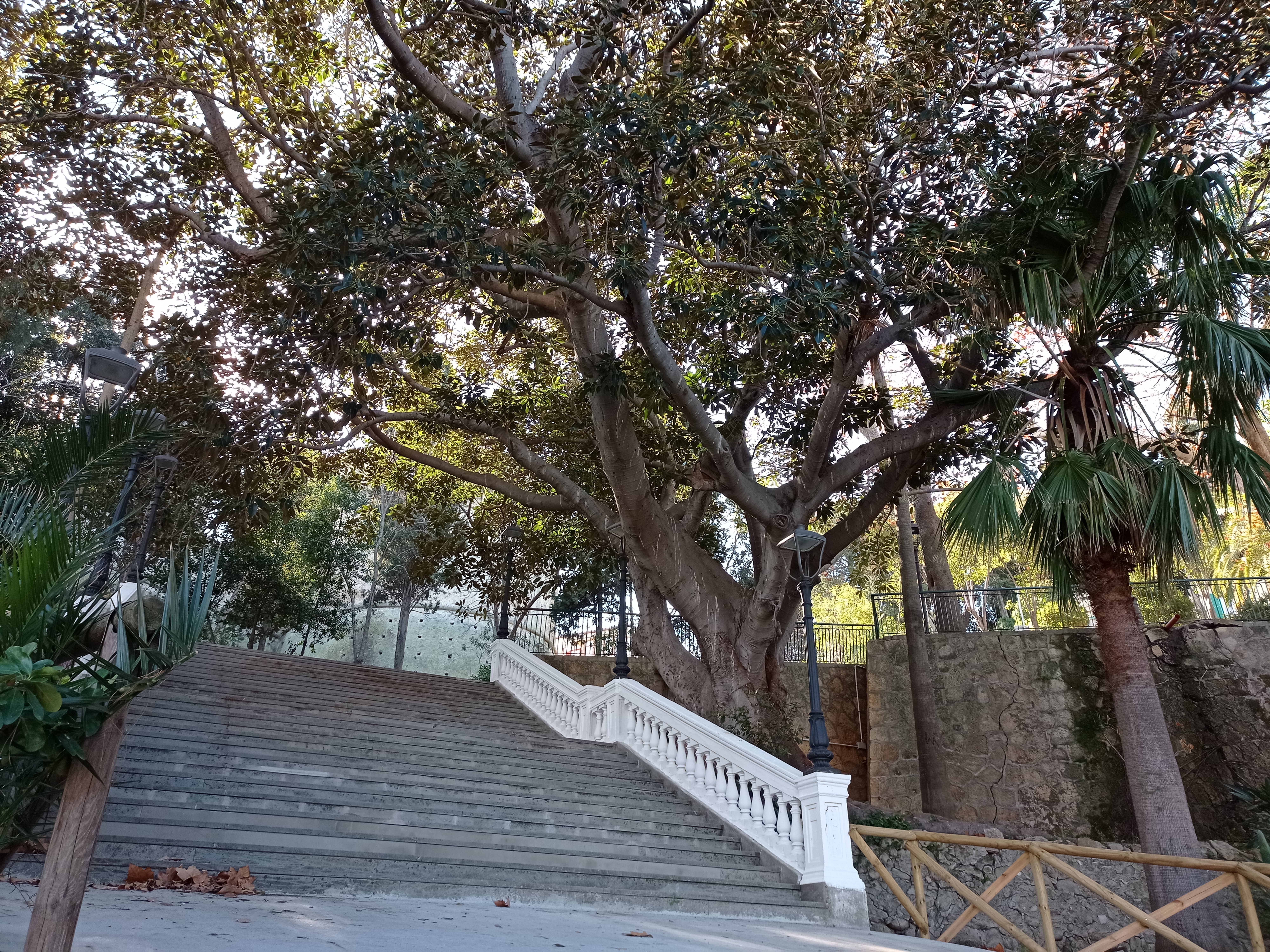
Ficus macrophylla nella villa comunale di Crotone.

A Cagliari sono presenti alcuni esemplari di notevole sviluppo nella parte antistante la zona portuale, in Piazza Amendola e in Piazza Matteotti. Gli esemplari della centrale Piazza Matteotti, compresa fra il Palazzo Civico, il porto, l'autostazione dell'ARST e la stazione delle Ferrovie dello Stato, furono messi a dimora nel 1883, all'epoca dell'allestimento del giardino in occasione dell'inaugurazione della Stazione delle Ferrovie Reali. L'esemplare più maestoso ha una chioma molto ampia, alta 17 metri, e un fusto irregolare e costoluto di circa 7.5 metri di circonferenza; alcune radici aeree hanno raggiunto uno sviluppo tale da concorrere al sostegno delle branche principali e la più sviluppata ha una circonferenza di 2,9 metri. Gli esemplari ancora presenti furono danneggiati e alcuni completamente distrutti nel corso dei bombardamenti del 1943.
Numerosi esemplari di notevole sviluppo e bellezza sono ammirabili anche in Calabria, sul Lungomare e davanti alla stazione Centrale di Reggio, piantati con il piano regolatore del 1911 realizzato a séguito dell'ultimo terremoto.
Quattro esemplari caratterizzano la centrale piazza Repubblica di Carloforte sull'isola di San Pietro in Sardegna. Ombreggiano le caratteristiche panchine rotonde denominate barüffi.